# Neotoma cinerea
Neotoma cinerea é uma espécie de roedor da família Cricetidae.
Pode ser encontrada nos seguintes países: Canadá e Estados Unidos da América.
Os seus habitats naturais são: florestas boreais, florestas temperadas, savanas áridas, matagal de clima temperado, pêlo humano e campos de gramíneas de clima temperado.